# Kąt rampowy

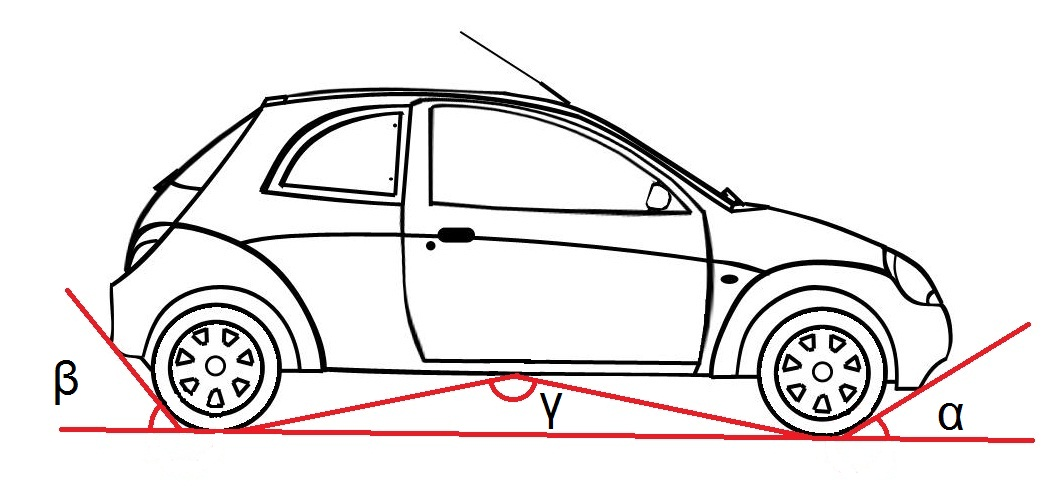
Kąt rampowy (γ)

Kąt rampowy - suma kątów pomiędzy płaszczyznami stycznymi do przedniego i tylnego koła a najniższym punktem podwozia znajdującym się pomiędzy osiami auta.